# Vierdimensionale achtbaan
Een vierdimensionale achtbaan of Ball Coaster is een achtbaantype waarbij een speciaal soort achtbaantrein wordt gebruikt. De achtbaantrein heeft de stoelen naast de rails zitten en de vierde dimensie van deze achtbanen is dat de stoelen voor- en achterover kunnen draaien.

## Geschiedenis
De eerste vierdimensionale achtbaan is X2 in Six Flags Magic Mountain (geopend als X) die opende in 2002. De bouw van X resulteerde uiteindelijk in het faillissement van Arrow Dynamics na een rechtszaak door Six Flags Magic Mountain omdat de achtbaan tijdens het eerste seizoen veel kapot was.
Het failliete Arrow Dynamics werd onderdeel van S&S Power en ging verder onder de naam S&S Arrow. S&S Arrow bouwde nog twee vierdimensionale achtbanen: (Eejanaika in Fuji-Q Highland) en Dinoconda in China Dinosaurs Park.
Intamin AG kwam in 2007 met een nieuw model 4d achtbaan: de "Zacspin", ook wel Ball Coaster genoemd. Hierin kunnen de stoeltjes vrij voorover en achterover draaien. Intamin bouwde drie van deze achtbanen. S&S Worldwide begon met het produceren van een soortgelijke variant: de "Free Spin" coaster. De eerste achtbaan van dit type werd geopend in 2015. Het model bleek succesvoller dan Intamin's Zacspins, er zijn momenteel acht Free Spins operationeel tegenover vier Zacspins. Dit komt mede doordat Six Flags een aantal Free Spins heeft gekocht omdat de Free Spin "Batman: The Ride" een succes bleek te zijn in Six Flags Fiesta Texas.

## Technische kenmerken

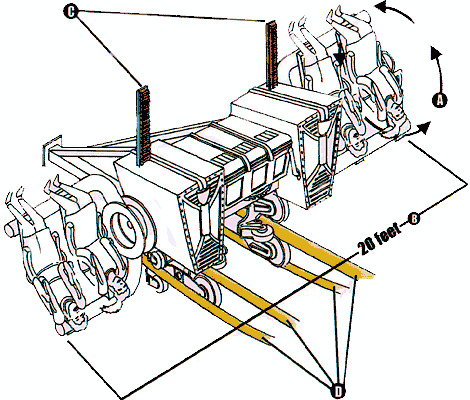
De schematische weergave van een achtbaantrein gebouwd door S&S Arrow. A: rotatieas van de stoelen; B: 2 sets van 2 stoelen op een as; C: het tandheugelsysteem dat de hoogte van de x-rail omzet in rotatie

Vierdimensionale achtbanen onderscheiden zich van andere stalen achtbanen door de achtbaantreinen waarvan de stoelen over de kop kunnen draaien tijdens de rit.
De vierdimensionale achtbanen gebouwd door Intamin AG en S&S Worldwide "Free Spins" hebben als specifiek kenmerk dat alle rails in één vlak verticaal vlak liggen. De stoelen van de achtbaantrein kunnen vrij draaien wat ervoor zorgt dat de rit iedere keer anders is.
De door Arrow Dynamics/S&S Arrow gebouwde banen hebben achtbaantreinen waarbij de rotatie wordt geregeld. De draaihoek van de stoel wordt bepaald door een tweede set rails die tussen de rails zit waar het onderstel op rijdt. Deze X-rail gaat ten opzichte van de hoofdrails op en neer en deze beweging wordt met behulp van een tandheugeloverbrenging omgezet in een rotatie.

## Galerij

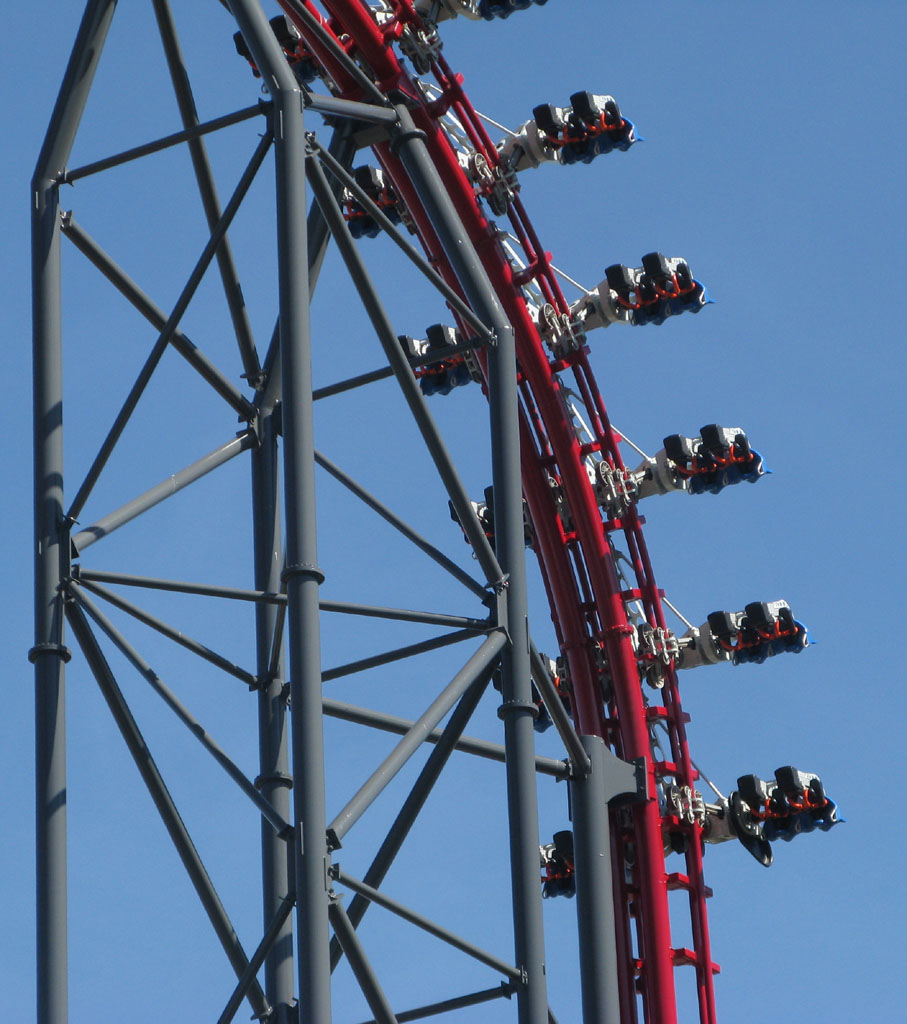
X2 in Six Flags Magic Mountain
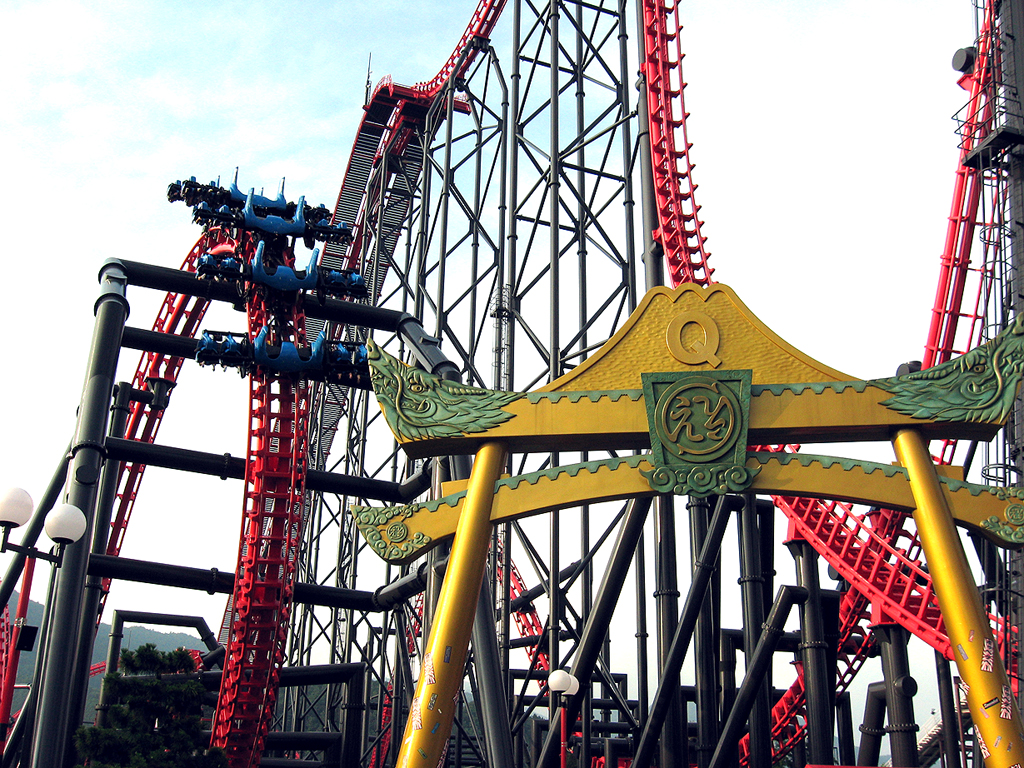
Eejanaika in Fuji-Q Highland
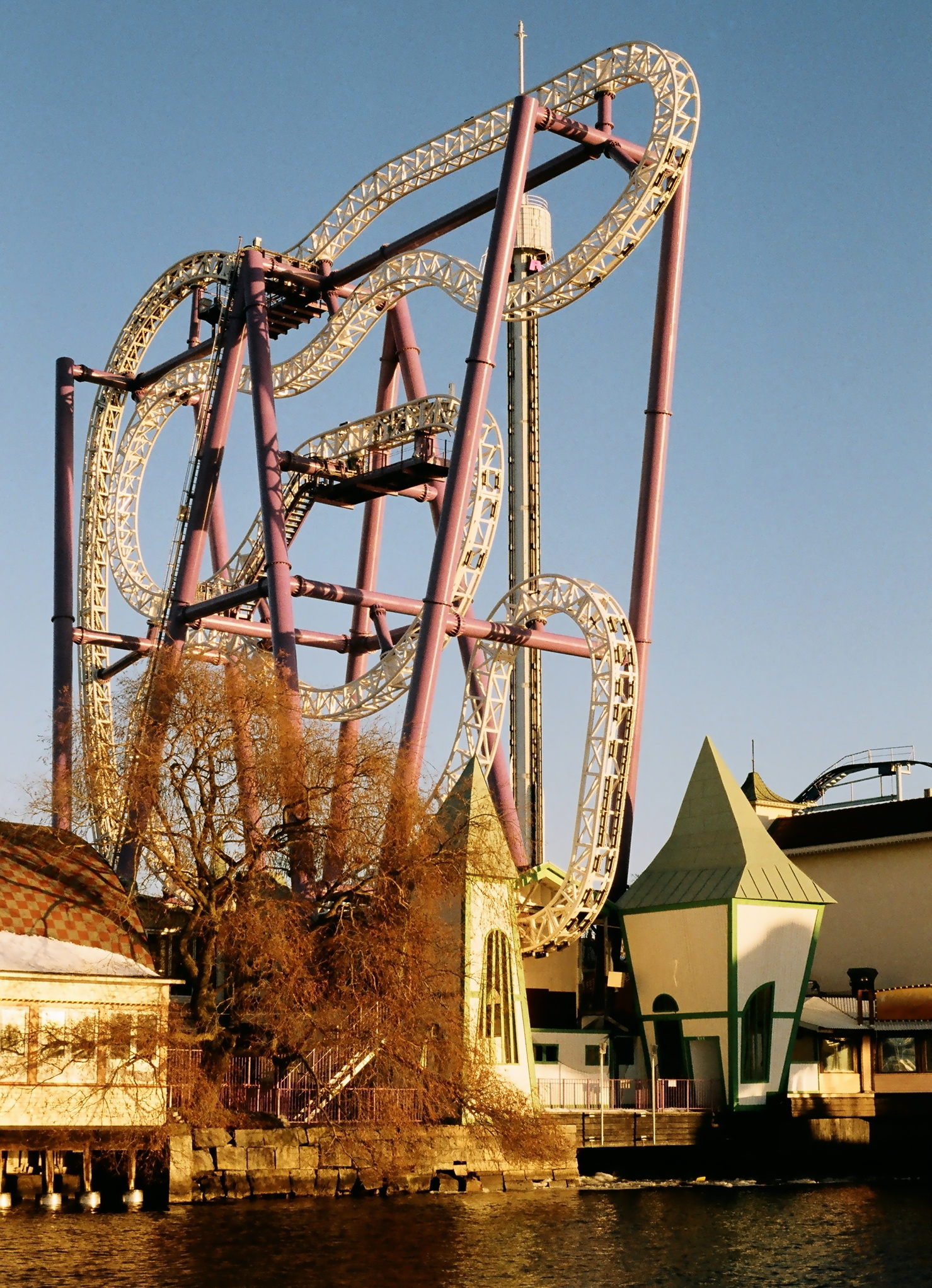
Insane in Gröna Lund.
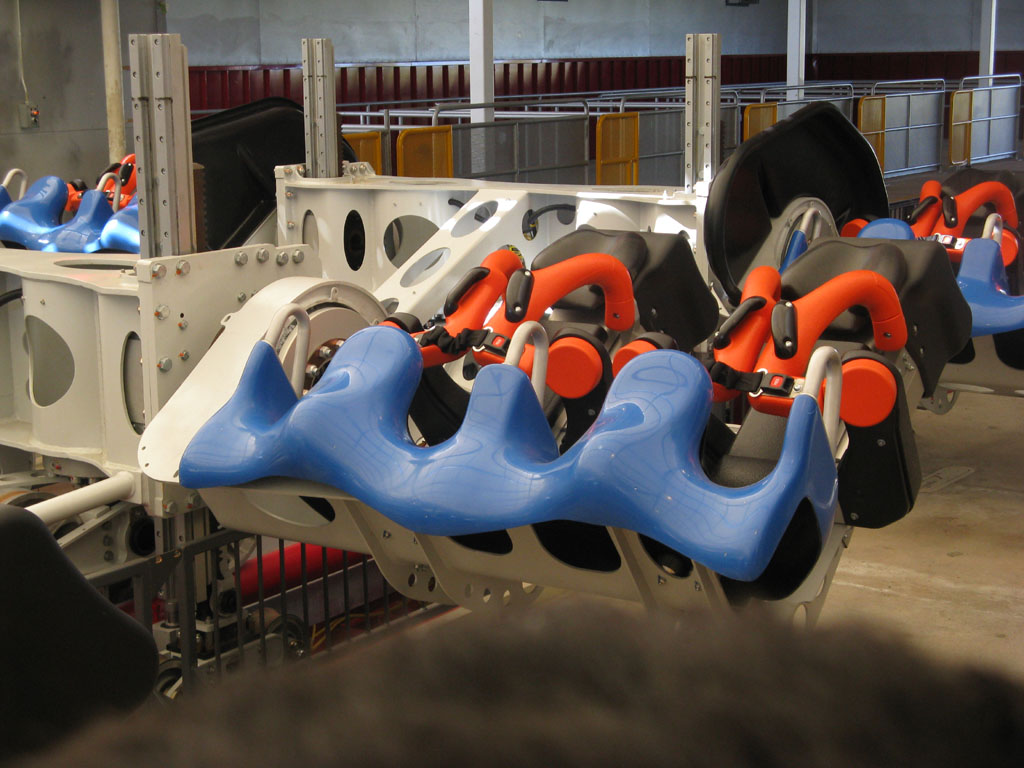
Een achtbaantrein van X2